# Austrocylindropuntia
Genre
Austrocylindropuntia est un genre de la famille des Cactacées.

## Liste d'espèces
Selon Catalogue of Life (12 octobre 2013) :
- Austrocylindropuntia cylindrica
- Austrocylindropuntia floccosa
- Austrocylindropuntia lagopus
- Austrocylindropuntia pachypus
- Austrocylindropuntia shaferi
- Austrocylindropuntia subulata
- Austrocylindropuntia verschaffeltii
- Austrocylindropuntia vestita

Selon NCBI (12 octobre 2013) :
- Austrocylindropuntia cylindrica
- Austrocylindropuntia floccosa
- Austrocylindropuntia pachypus
- Austrocylindropuntia shaferi
- Austrocylindropuntia subulata
- Austrocylindropuntia vestita

Selon The Plant List (12 octobre 2013) :
- Austrocylindropuntia cylindrica (Lam.) Backeb.
- Austrocylindropuntia floccosa (Salm-Dyck ex Winterfeld) F.Ritter
- Austrocylindropuntia hirschii (Backeb.) E.F.Anderson
- Austrocylindropuntia pachypus (K.Schum.) Backeb.
- Austrocylindropuntia punta-caillan (Rauh & Backeb.) E.F.Anderson
- Austrocylindropuntia shaferi (Britton & Rose) Backeb.
- Austrocylindropuntia subulata (Muehlenpf.) Backeb.
- Austrocylindropuntia verschaffeltii (Cels ex A.A.Weber) Backeb.
- Austrocylindropuntia vestita (Salm-Dyck) Backeb.
- Austrocylindropuntia yanganucensis (Rauh & Backeb.) E.F.Anderson